# 오음회
오음회(吾音會)는 회령 지역을 가리키는 옛 지명이다. 1423년 경 여진 부족의 추장 맹가첩목아(먼터무, 孟特穆)가 회령 지역에 정착하였는데, 당시 회령 지역을 여진어로 와무허(알목하, 斡木河)라고 불렸다. 1434년(세종 15년) 와무허에 새로 진을 설치하였는데, 와무허의 한자 음역인 '오음회(吾音會)'의 '회(會)'에 '영북진'의 '녕(寧)'을 따 '회령진(會寧鎭)'이라 하고, 그해 가을에 회령진을 회령도호부로 승격시켰다.

## 같이 보기
- 6진
- 경원도호부
- 회령도호부
- 공험진
- 거양성
- 공험진